# کالینینو (شهرستان بایماکسکی، باشقیرستان)
کالینینو (به لاتین: Kalinino) یک منطقهٔ مسکونی در روسیه است که در باشقیرستان واقع شده‌است.